# Tessa Thompson
Tessa Lynn Thompson (Los Angeles, 3 ottobre 1983) è un'attrice, cantante e compositrice statunitense.
Il suo primo ruolo di attrice è stato nel film Mississippi Damned (2009). Ha ottenuto ulteriori riconoscimenti per i suoi ruoli da protagonista come Nyla Adrose nel film drammatico For Colored Girls (2010), attivista per i diritti civili Diane Nash nel film drammatico storico Selma - La strada per la libertà (2014), Bianca Taylor nel film drammatico sportivo Creed - Nato per combattere (2015) e il suo sequel Creed II (2018), Valchiria nei film del MCU Thor: Ragnarok (2017), Avengers: Endgame (2019), Thor: Love and Thunder (2022) e The Marvels (2023), Josie Radek nel film horror di fantascienza Annientamento (2018), Detroit nel film commedia Sorry to Bother You (2018), l'Agente M nel film commedia fantascientifica Men in black - international (2019) e Irene Redfield nel film drammatico
Due donne - Passing (2021), che le frutta una candidatura al BAFTA alla migliore attrice protagonista.
In televisione, Thompson ha interpretato il ruolo di Jackie Cook nel mistery-drama Veronica Mars (2005-2006), Sara Freeman nel dramma Copper (2012-2013), e Charlotte Hale nella serie HBO di fantascienza thriller Westworld - Dove tutto è concesso (2016-2022).

## Biografia
Tessa Lynn Thompson è nata il 3 ottobre 1983 a Los Angeles, in California. È stata cresciuta tra Los Angeles e Brooklyn, New York. Suo padre, il cantautore Marc Anthony Thompson, del collettivo musicale Chocolate Genius, è di discendenza afro-panamense, mentre sua madre è di origine europea e messicana. Ha frequentato la scuola di Santa Monica dove ha interpretato Hermia in una produzione studentesca di A Midsummer Night's Dream. Ha poi frequentato il Santa Monica College, dove ha studiato antropologia culturale. Mentre era al Santa Monica College, ha anche frequentato delle lezioni di Lisa Volpe della Los Angeles Women Shakespeare Company.

## Carriera

### Teatro

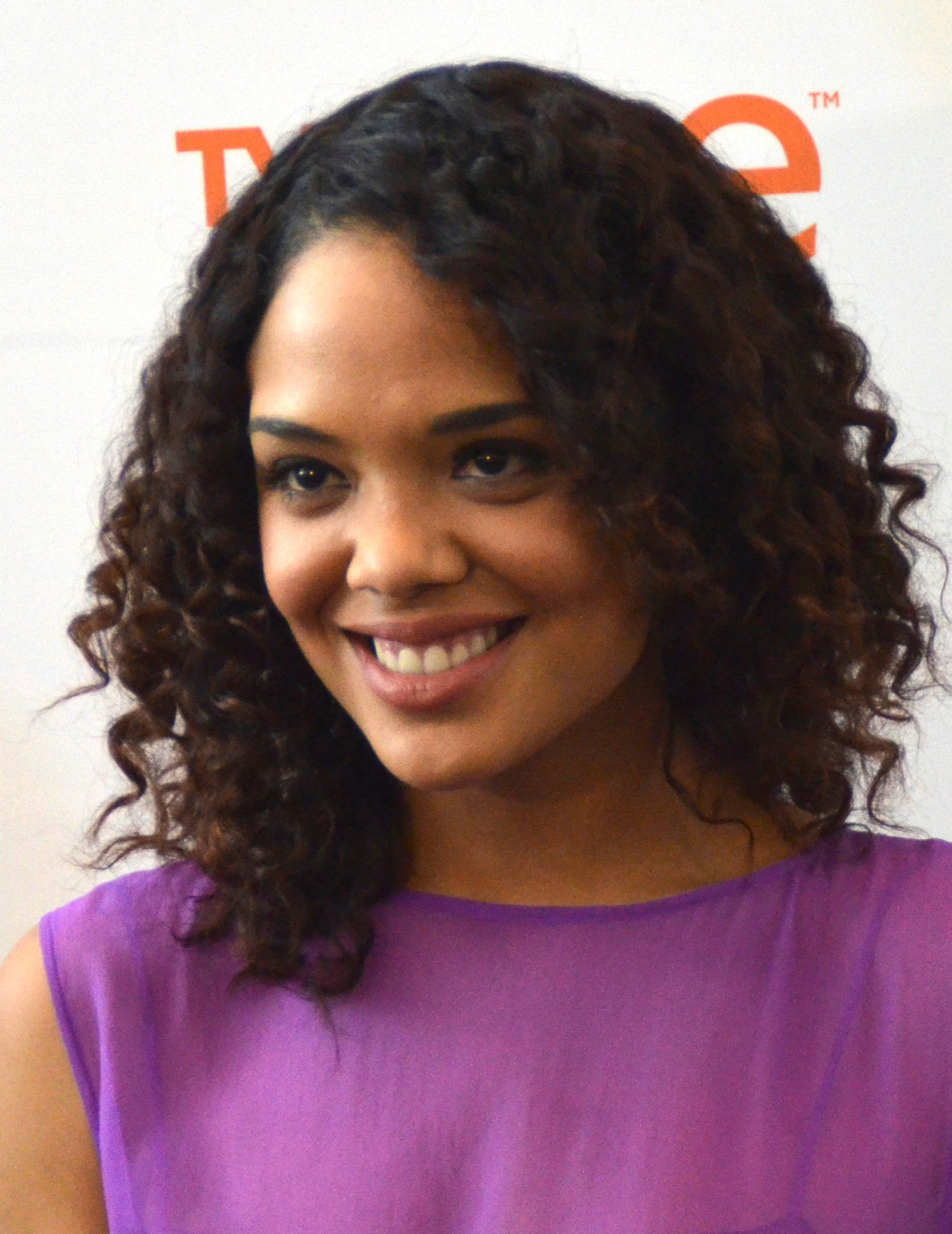
Tessa Thompson nel 2014

Nel 2002, Thompson ha fatto il suo debutto sul palcoscenico professionistico di uno dei tre attori che interpretano il ruolo di Ariel nella produzione di La Tempesta. Nel 2003, è apparsa come Giulietta in Romeo and Juliet: Antebellum New Orleans, 1836 al The Theatre Boston Court, Pasadena, in California, che le ha valso una nomination al NAACP Theatre Award.
Nel 2016, Thompson è apparsa nella serie off-Broadway di Lydia R. Diamond nel ruolo di Smart People al Second Stage Theatre, al fianco di Mahershala Ali, Joshua Jackson e Anne Son.

### Televisione
Thompson ha fatto la sua prima apparizione televisiva in un episodio del 2005 della serie CBS Cold Case - Delitti irrisolti nel ruolo di una lesbica bootlegging degli anni '30. Nello stesso anno, è diventata famosa quando ha interpretato il ruolo di Jackie Cook nella serie drammatica the CW Veronica Mars, interpretando il personaggio per tutta la seconda stagione. Nel 2006, è apparsa nel dramma medico della ABC Grey's Anatomy. Nel 2007, ha fatto parte del cast del film drammatico della the CW Hidden Palms, interpretando Nikki Barnes. Ha lavorato in ruoli di guest star in Life e Private Practice ed è apparsa nella quarta stagione di Heroes.
Nel 2010, ha avuto un ruolo da ospite come moglie di un detective a Detroit 1-8-7. Nel 2012, Thompson ha avuto un ruolo da ospite come figlia di Gavin Doran, Sasha, in 666 Park Avenue. Nel 2013, ha recitato nella BBC della prima serie originale Copper. Nel 2016, ha iniziato un ruolo da protagonista nella serie drammatica di fantascienza HBO Westworld - Dove tutto è concesso come consigliere di amministrazione Charlotte Hale.

### Film

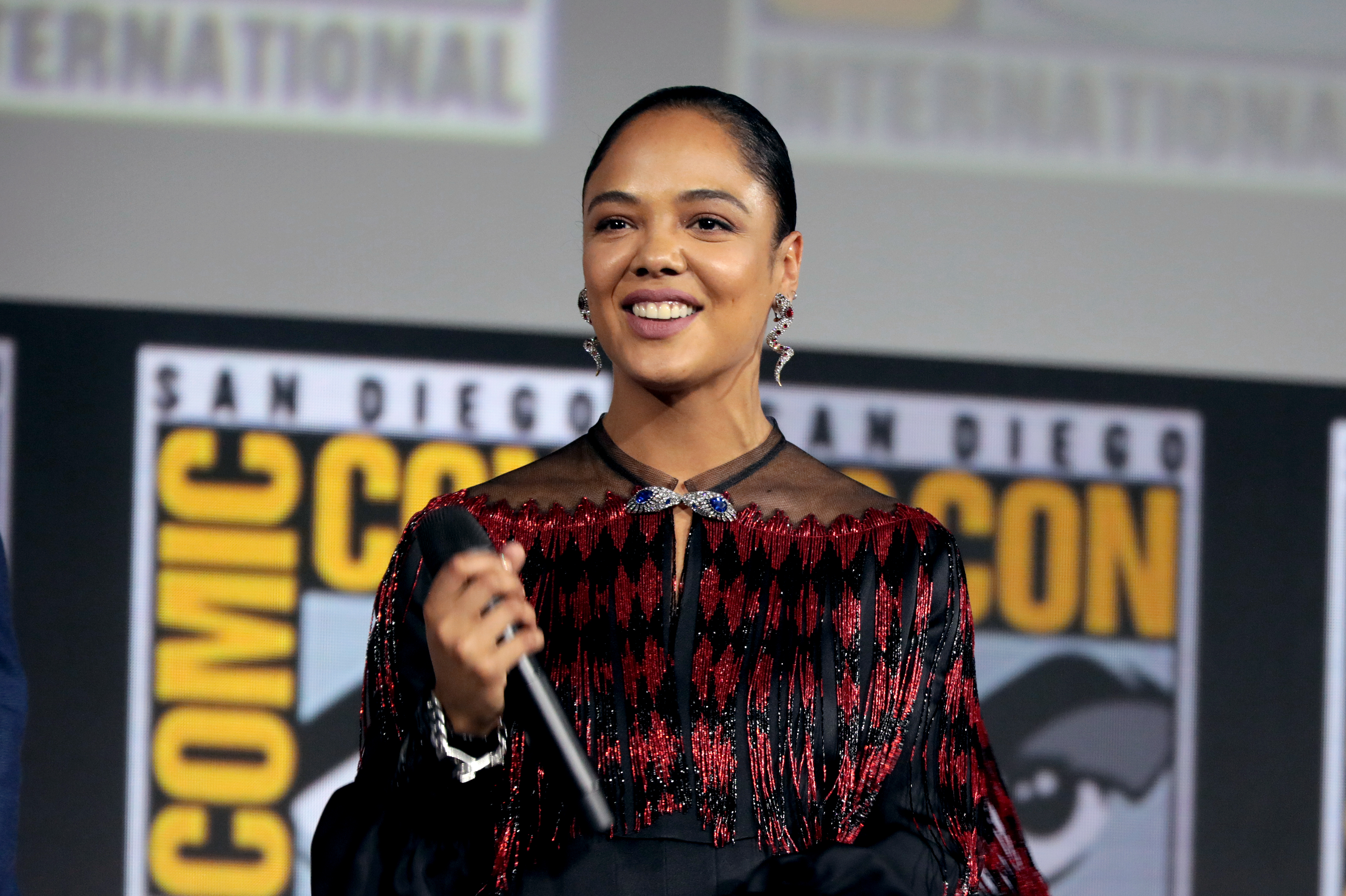
Tessa Thompson nel 2019

Il primo lungometraggio di Thompson è stato nel remake del 2006 del film horror Chiamata da uno sconosciuto nel ruolo di Scarlett. Thompson è stata poi visto al fianco di Mary Elizabeth Winstead nel film di danza Make it Happen nel 2008. Nel 2010, Thompson è apparsa nell'adattamento teatrale di Tyler Perry For Colored Girls. Nel 2014, ha recitato nel ruolo di Samantha White nella commedia vincitrice del Sundance di Justin Simien, Dear White People. Quello stesso anno, Thompson ha interpretato un attivista per i diritti civili Diane Nash in Selma - La strada per la libertà. Nel 2015, è apparsa nel sequel di Rocky, Creed - Nato per combattere, e nel cortometraggio di Nate Ruess, The Grand Romantic.
Nell'aprile 2016, Thompson è stata scelta come Valchiria nel film Marvel, Thor: Ragnarok, che è stato pubblicato il 3 novembre 2017. È poi apparsa nel film horror di fantascienza Annientamento, che è stato pubblicato il 23 febbraio 2018. Nel giugno 2017, Thompson è stata scelta per la commedia di fantascienza Sorry to Bother You, che è stato pubblicato il 6 luglio 2018. Ha ripreso il ruolo di Bianca Taylor in Creed II, che è stato pubblicato il 21 novembre 2018. Ottiene un ruolo da protagonista nel film di spin-off Men in Black, Men in Black: International. Il film, che la riunisce con il co-protagonista di Thor: Ragnarok, Chris Hemsworth, è uscito nelle sale il 14 giugno 2019.
Ha partecipato al video musicale Uneventful Days della band Beck, co protagonista con Evan Rachel Wood.

### Musica
Thompson è anche una cantautrice. In passato è stata membro della band indie electro soul di Los Angeles Caught a Ghost, e ha contribuito alle colonne sonore di Creed - Nato per combattere e Creed II, per le quali ha co-sceneggiato e ha eseguito diverse canzoni con il produttore Moses Sumney.

## Vita privata
Thompson ha affrontato la sua sessualità in un'intervista pubblicata nel giugno 2018, dichiarando: "Nella mia famiglia puoi essere tutto ciò che vuoi essere. Sono attratta dagli uomini e anche dalle donne. Se porto una donna a casa o un uomo, non devo nemmeno avere una discussione". Anche se molte pubblicazioni in seguito si riferivano alla Thompson come bisessuale, disse a The Independent nel novembre 2018, "Non ho mai detto quella parola, perché non penso in quei binari. Penso che sia importante dirlo, solo per me, perché non è il modo in cui mi identifico in modo specifico". Dal 2015 al 2019 ha avuto una relazione con la cantante ed attrice Janelle Monáe. Dal 2020 ha una relazione con il cantautore britannico Dev Hynes.
Thompson ha criticato Hillary Clinton e ha sostenuto il senatore Bernie Sanders come presidente nelle elezioni presidenziali americane del 2016.

## Filmografia

### Attrice

#### Cinema
- Chiamata da uno sconosciuto (When a Stranger Calls), regia di Simon West (2006)
- Ballare per un sogno (Make It Happen), regia di Darren Grant (2008)
- The Human Contract, regia di Jada Pinkett Smith (2008)
- Mississippi Damned, regia di Tina Mabry (2009)
- Everyday Black Man, regia di Carmen Madden (2009)
- For Colored Girls, regia di Tyler Perry (2010)
- Exquisite Corpse, regia di Scott David Russell (2010)
- Red & Blue Marbles, regia di Shaun Lapacek (2011)
- Periphery, regia di Duane Allen Humeyestewa (2011)
- Omicidio al 13º piano (Murder on the 13th Floor), regia di Hanelle M. Culpepper (2012)
- Automotive, regia di Tom Glynn (2013)
- South Dakota, regia di Bruce Isacson (2013)
- Dear White People, regia di Justin Simien (2014)
- Grantham & Rose, regia di Kristin Hanggi (2014)
- Selma - La strada per la libertà (Selma), regia di Ava DuVernay (2014)
- Creed - Nato per combattere (Creed), regia di Ryan Coogler (2015)
- Crazy Dirty Cops (War on Everyone), regia di John Michael McDonagh (2016)
- Thor: Ragnarok, regia di Taika Waititi (2017)
- Sorry to Bother You, regia di Boots Riley (2018)
- Annientamento (Annihilation), regia di Alex Garland (2018)
- Creed II, regia di Steven Caple Jr. (2018)
- Furlough, regia di Laurie Collyer (2018)
- Little Woods, regia di Nia DaCosta (2018)
- Avengers: Endgame, regia di Anthony e Joe Russo (2019)
- Men in Black: International, regia di F. Gary Gray (2019)
- Between Two Ferns: The Movie, regia di Scott Aukerman (2019)
- Sylvie's Love, regia di Eugene Ashe (2020)
- Due donne - Passing (Passing), regia di Rebecca Hall (2021)
- Thor: Love and Thunder, regia di Taika Waititi (2022)
- Creed III, regia di Michael B. Jordan (2023)
- The Marvels, regia di Nia DaCosta (2023)

#### Televisione
- Cold Case - Delitti irrisolti (Cold Case) – serie TV, episodio 2x22 (2005)
- Veronica Mars – serie TV, 22 episodi (2005-2006)
- Grey's Anatomy – serie TV, episodi 2x26-2x26 (2006)
- L'iniziazione (The Initiation of Sarah) – film TV, regia di Stuart Gillard (2006)
- Hidden Palms – serie TV, 7 episodi (2007)
- Life – serie TV, episodio 2x12 (2008)
- Mental – serie TV, episodio 1x11 (2009)
- Private Practice – serie TV, episodi 2x22 e 3x05 (2009)
- Heroes – serie TV, episodi 4x05, 4x07 e 4x09 (2009)
- Three Rivers – serie TV, episodio 1x10 (2009)
- Blue Belle – serie TV, 5 episodi (2010)
- Off the Map - serie TV, episodio 1x03 (2011)
- Detroit 1-8-7 – serie TV, episodi 1x02, 1x09 e 1x18 (2010-2011)
- Rizzoli & Isles – serie TV, episodio 2x12 (2011)
- 666 Park Avenue – serie TV, 6 episodi (2012-2013)
- Copper – serie TV, 22 episodi (2012-2013)
- Westworld - Dove tutto è concesso (Westworld) – serie TV, 23 episodi (2016-2022)
- Portlandia - serie TV, episodio 8x10 (2018)
- Dear White People - serie TV, episodi 2x05 e 2x10 (2018)
- Drunk History - serie TV, episodio 6x11 (2019)

#### Videoclip
- Yoga di Janelle Monae (2015)
- Moonlight di Jay-Z (2017)
- Make Me Feel di Janelle Monáe (2018)
- Pynk di Janelle Monae (2018)
- Screwed di Janelle Monae (2019)

### Doppiatrice
- Tuca & Bertie - serie animata (2019)
- Lilli e il vagabondo (Lady and the Tramp), regia di Charlie Bean (2019)
- Brave Girl Rising (2019)

### Produttrice
- Little Woods, regia di Nia DaCosta (2018)
- Due donne - Passing (Passing), regia di Rebecca Hall (2021)

## Riconoscimenti
- Premio BAFTA
  - 2022 – Candidatura alla migliore attrice protagonista per Due donne - Passing
- NAACP Image Award
  - 2015 – Candidatura per la miglior attrice non protagonista per Creed – Nato per combattere[23][24]
- African-American Film Critics Association
  - 2015 – Miglior attrice non protagonista per Creed – Nato per combattere[25]
- Black Film Critics Circle
  - 2015 – Miglior attrice non protagonista per Creed – Nato per combattere[26]
- Teen Choice Awards
  - 2016 – Candidatura per la migliore attrice in un film drammatico per Creed – Nato per combattere[27]
- FRED Award 2022 assegnato da FRED Film Radio [28]

## Doppiatrici italiane
Nelle versioni in italiano delle opere in cui ha recitato, Tessa Thompson è stata doppiata da:
- Letizia Scifoni in Creed - Nato per combattere, Westworld - Dove tutto è concesso, Creed II, Men in Black: International, Between Two Ferns - Il Film, Due donne - Passing, Creed III
- Valentina Favazza in Selma - La strada per la libertà, Thor: Ragnarok, Avengers: Endgame, Thor: Love and Thunder, The Marvels
- Domitilla D'Amico in Chiamata da uno sconosciuto, Heroes, Private Practice
- Ilaria Latini in 666 Park Avenue, Cold Case - Delitti irrisolti
- Perla Liberatori in Veronica Mars, Omicidio al 13º piano
- Alessia Amendola in Ballare per un sogno
- Myriam Catania in Crazy Dirty Cops
- Francesca Rinaldi in Hidden Palms
- Chiara Gioncardi in Rizzoli & Isles
- Francesca Manicone in Mental
- Federica De Bortoli in Copper
- Paola Majano in Life
- Federica Simonelli in Sylvie's Love
- Lucrezia Marricchi in Annientamento

Come doppiatrice, viene sostituita da:
- Letizia Scifoni in Lilli e il vagabondo
- Valentina Favazza in What If...?